# Lycoriella gerbatshevskayae
Lycoriella gerbatshevskayae is een muggensoort uit de familie van de rouwmuggen (Sciaridae). De wetenschappelijke naam van de soort is voor het eerst geldig gepubliceerd in 1975 door Antonova.